# Monument voor het Regiment Stoottroepen (Maastricht)

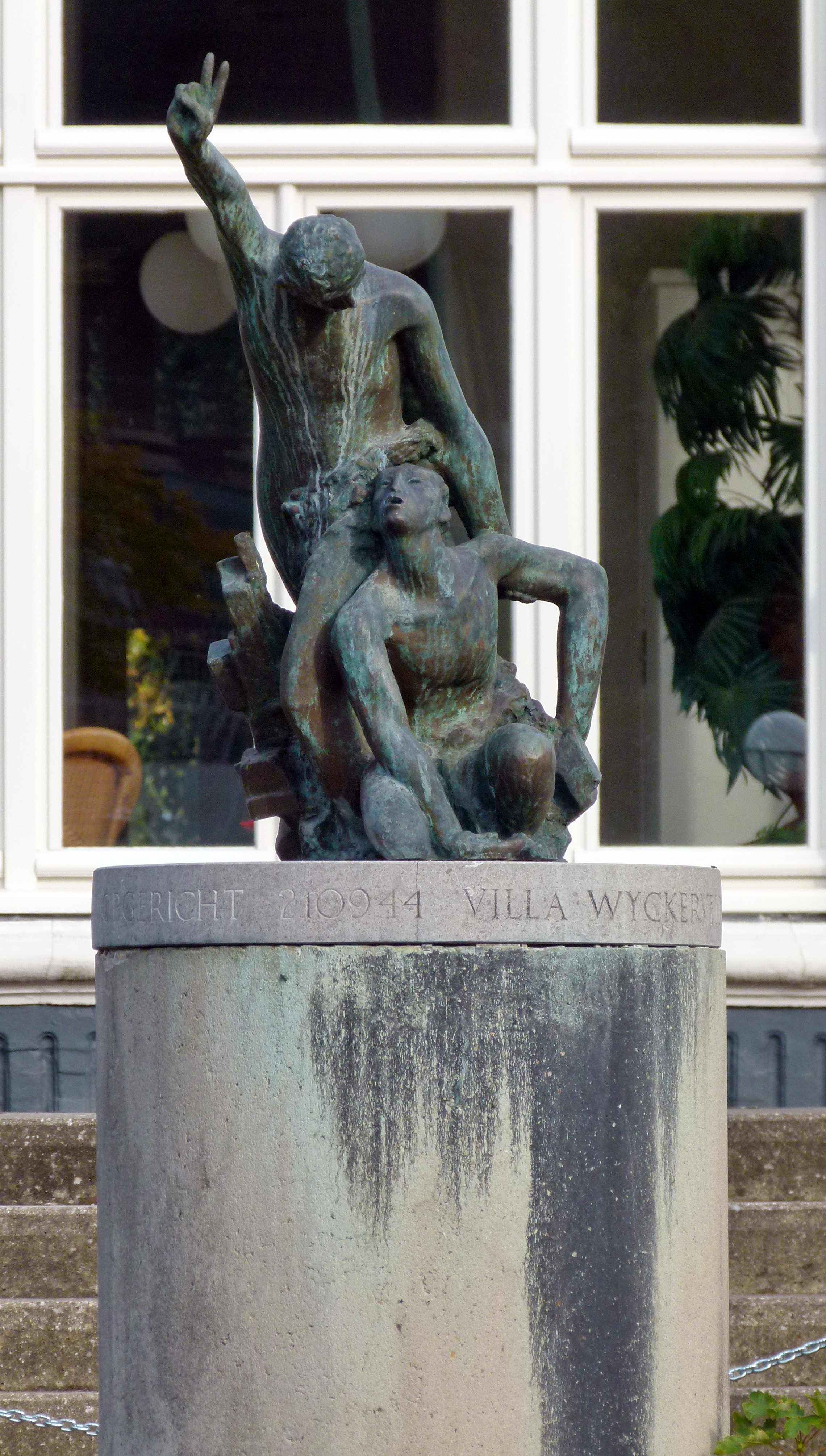
Monument voor het Regiment Stoottroepen

Het Monument voor het Regiment Stoottroepen is een Nederlands oorlogsmonument in Maastricht. Het is een beeld naar ontwerp van Charles Eyck die tevens ontwerper was van verscheidene andere monumenten ter herinnering aan de Tweede Wereldoorlog. Het monument werd onthuld in 1952 en heeft vanaf dat moment een rol in de herdenking van het de Stoottroepers (leden van het Regiment Stoottroepen Prins Bernhard) die hebben gevochten in de Tweede Wereldoorlog. 
Park Wyckerveld is een vrij logische locatie aangezien het hoofdkwartier van Prins Bernhard en zijn strijdtroepen in Wyckerveld was. De locatie ligt in de buurt van het centraal station, nabij Villa Wyckerveld. 
Rondom het monument is een klein plantsoen.

## Geschiedenis
Het monument voor het Regiment Stoottroepen vindt zijn oorsprong bij Prins Bernhard, die initiatief nam om leden van de leden van het gewapend verzet in militaire eenheden te formeren waarbij het hoofdkwartier lag in villa Wijckerveld, van deze geformeerde eenheden stierven honderden soldaten waardoor er de behoefte ontstond om deze eenheden en gesneuvelden te herdenken, later werden de opgerichte eenheden ook toegevoegd aan andere eenheden waardoor ook soldaten van deze eenheden herinnerd worden die na de Tweede Wereldoorlog zijn gesneuveld. De groep die dan ook wordt herdacht zijn de gesneuvelde soldaten die onderdeel uitmaakten van deze eenheden. Het is overigens onderdeel van een groter geheel, zo is het originele monument in Overloon, het is dus onderdeel van een reeks oorlogsmonumenten die gewijd zijn aan de Stoottroepen die op initiatief van prins Bernhard zijn ontstaan. 
De stoottroepers die worden herdacht met dit monument maakten deel uit van een geheel aan stoottroepers. In 1962 werd een deel van deze stoottroepers ingezet in Nieuw-Guinea als onderdeel van het 41e Pantserinfanteriebataljon in 1995 werd dit het 13 infanteriebataljon luchtmobiel en 11 Mortiercampagne ‘Margiet’ luchtmobiele brigade. Het monument richt zich vooral op de gesneuvelden tussen 1940 en 1945, maar het monument wordt ook gebruikt om de gesneuvelden te herinneren die in latere missies sneuvelden.
Het beeld in Maastricht is een replica; het originele monument is in Overloon. De replica in Maastricht is in augustus/september 1994 afgegoten en op de locatie in het park Wyckerveld herplaatst.